# Primetech
Primetech S.A. (dawniej Kopex S.A.) – przedsiębiorstwo przemysłu elektromaszynowego założone w 1961, spółka akcyjna notowana na Giełdzie Papierów Wartościowych w Warszawie. Zajmuje się produkcją i dostarczaniem maszyn i urządzeń oraz technologii i usług dla górnictwa.
Do grupy kapitałowej Kopex należą:
- Węgliki Spiekane Baildonit Spółka z o.o.
- Śląskie Towarzystwo Wiertnicze Dalbis Sp. z o.o.
- Kopex Foundry Sp. z o.o.
- Tagor SA
- Kopex Machinery SA
- Elgór + Hansen SA
- Kopex Hydraulika Siłowa Sp. z o.o.
- Kopex-Eko Sp. z o.o.
- Kopex Waratah
- Baildonit Sp. z o.o.
- Kopex-Ex-Coal Sp. z o.o.
- Kopex-Sibir (ООО «Копекс-Сибирь») PT
- Kopex Mining Contractors
- Shandong Tagao
- Hansen and Genwest (PTY) LTD

Spółka planuje budowę kopalni węgla kamiennego na terenie trzech gmin: Przeciszowa, Polanki Wielkiej i Oświęcimia, co wywołuje spór przeciwników i zwolenników inwestycji. Lokalizacja kopalni znajduje się w pobliżu m.in. obszaru Doliny Karpia należącego do sieci Natura 2000. Koszt kopalni szacowany jest na 1,7 mld zł. W marcu 2015 Rada Gminy Przeciszów przyjęła „Studium uwarunkowań i kierunków zagospodarowania Gminy Przeciszów”, w którym dopuszczono realizację inwestycji. Spółka zapowiada, że koncesję na wydobycie chce uzyskać do końca 2016 roku. Inwestycje firmy, w tym budowa kopalni, stoją pod znakiem zapytania m.in. ze względu na zablokowanie jej dostępu do kredytów przez banki PKO BP i ING, z powodu naruszenia zasad kredytowych.
Spółka znajduje się w trudnej sytuacji ekonomicznej, powodującej m.in. zmniejszenie zatrudnienia o ponad 25% w 2016 roku.
W 2016 dołączyła do grupy kapitałowej Famur, a w 2018 zmieniła nazwę na Primetech S.A.